# گاستون پلانته
گاستون پلانته (فرانسوی: Gaston Planté‎؛ زاده ۲۲ آوریل ۱۸۳۴ درگذشته ۲۱ مهٔ ۱۸۸۹) فیزیکدان اهل فرانسه بود. او مخترع باتری اسیدی است.
وی در سال 1860 او به سمت پروفسور فیزیک در انجمن پلی تکنیک برای توسعه آموزش مردمی ارتقا یافت. یک آمفی تئاتر در آن موسسه به نام او نامگذاری شده است.
در سال 1859، پلانته آزمایش هایی را آغاز کرد که منجر به ساخت اولین باتری برای ذخیره انرژی الکتریکی شد. مدل اولیه او شامل دو ورقه سرب بود که با نوارهای لاستیکی از هم جدا شده و به شکل مارپیچی در آمده و در محلولی حاوی حدود 10 درصد اسید سولفوریک غوطه ور شده بود.
سال بعد، او یک باتری 9 سلولی سرب اسیدی را به آکادمی علوم ارائه کرد که در یک جعبه محافظ با پایانه های موازی متصل شده بودند. در سال 1881، Camille Alphonse Faure مدلی کارآمدتر و قابل اعتمادتر را توسعه داد که موفقیت بزرگی در اتومبیل های الکتریکی اولیه داشت.
این فیزیکدان فرانسوی در 21 مه 1889 در بخش Bellevue از Meudon در نزدیکی پاریس درگذشت.
به واسطه خدمات شایان توجه این فیزیکدان در زمینه تولید باتری های کاربردی، در سال 1989 آکادمی علوم بلغارستان مدال Gaston Planté را تأسیس کرد که هر چند سال یک بار به دانشمندانی اعطا می شود که سهم قابل توجهی در توسعه فناوری باتری های سرب-اسید داشته باشند.
باتری سیلد اسید به عنوان اولین باتری الکتریکی قابل شارژ برای استفاده تجاری به بازار عرضه شد و به طور گسترده در اتومبیل استفاده می شود.